# Arquidiócesis de Palembang
La arquidiócesis de Palembang (en latín: Archidioecesis Palembangen(sis) y en indonesio: Keuskupan Agung Palembang) es una circunscripción eclesiástica latina de la Iglesia católica en Indonesia, sede metropolitana de la provincia eclesiástica de Palembang. La arquidiócesis tiene al arzobispo Yohanes Harun Yuwono como su ordinario desde el 3 de julio de 2021. 

## Territorio y organización
La arquidiócesis tiene 188 570 km² y extiende su jurisdicción sobre los fieles católicos de rito latino residentes en las provincias de Sumatra Meridional, Jambi y Bengkulu.
La sede de la arquidiócesis se encuentra en la ciudad de Palembang, en donde se halla la Catedral de Santa María.
En 2019 en la arquidiócesis existían 29 parroquias.
La arquidiócesis tiene como sufragáneas a las diócesis de: Pangkalpinang y Tanjungkarang.

## Historia
La prefectura apostólica de Benkoelen fue erigida el 27 de diciembre de 1923 con el breve Cum propagationi del papa Pío XI, obteniendo el territorio de la prefectura apostólica de Sumatra (hoy arquidiócesis de Medan).
El 13 de junio de 1939, en virtud de la bula Apostolica del papa Pío XII, la prefectura apostólica fue elevada a vicariato apostólico y asumió el nombre de vicariato apostólico de Palembang.
El 19 de junio de 1952 cedió una parte de su territorio a favor de la erección de la prefectura apostólica de Tandjung-Karang (hoy diócesis de Tanjungkarang) mediante la bula Ad animorum bonum del papa Pío XII.
El 3 de enero de 1961 el vicariato apostólico fue elevado a diócesis con la bula Quod Christus del papa Juan XXIII. Originalmente era sufragánea de la arquidiócesis de Medan.
El 1 de julio de 2003 la diócesis fue elevada al rango de arquidiócesis metropolitana con la bula Pascendi Dominici gregis del papa Juan Pablo II.

## Estadísticas
De acuerdo al Anuario Pontificio 2020 la arquidiócesis tenía a fines de 2019 un total de 80 070 fieles bautizados.
| Año                                                                             | Población            | Población  | Población      | Sacerdotes | Sacerdotes    | Sacerdotes    | Bautizados por sacerdote | Diáconos permanentes | Religiosos | Religiosos | Parroquias |
| Año                                                                             | Bautizados católicos | Total      | % de católicos | Total      | Clero secular | Clero regular | Bautizados por sacerdote | Diáconos permanentes | Varones    | Mujeres    | Parroquias |
| ------------------------------------------------------------------------------- | -------------------- | ---------- | -------------- | ---------- | ------------- | ------------- | ------------------------ | -------------------- | ---------- | ---------- | ---------- |
| 1950                                                                            | 5410                 | 2 500 000  | 0.2            | 19         |               | 19            | 284                      |                      | 36         | 76         | 8          |
| 1970                                                                            | 24 999               | 4 500 000  | 0.6            | 32         |               | 32            | 781                      |                      | 47         | 121        |            |
| 1980                                                                            | 37 045               | 5 620 000  | 0.7            | 32         | 1             | 31            | 1157                     |                      | 51         | 116        |            |
| 1990                                                                            | 59 670               | 7 406 000  | 0.8            | 40         | 4             | 36            | 1491                     |                      | 64         | 192        | 24         |
| 1999                                                                            | 72 968               | 10 500 000 | 0.7            | 62         | 16            | 46            | 1176                     |                      | 65         | 221        | 26         |
| 2000                                                                            | 74 233               | 10 750 000 | 0.7            | 59         | 19            | 40            | 1258                     |                      | 60         | 227        | 26         |
| 2001                                                                            | 76 480               | 11 852 600 | 0.6            | 66         | 22            | 44            | 1158                     |                      | 63         | 222        | 26         |
| 2002                                                                            | 77 298               | 11 622 559 | 0.7            | 67         | 22            | 45            | 1153                     |                      | 73         | 227        | 26         |
| 2003                                                                            | 76 201               | 10 828 441 | 0.7            | 69         | 22            | 47            | 1104                     |                      | 65         | 236        | 26         |
| 2013                                                                            | 73 265               | 12 588 884 | 0.6            | 84         | 31            | 53            | 872                      |                      | 69         | 333        | 26         |
| 2016                                                                            | 76 509               | 12 993 702 | 0.6            | 88         | 33            | 55            | 869                      |                      | 75         | 327        | 26         |
| 2019                                                                            | 80 070               | 14 217 147 | 0.6            | 93         | 41            | 52            | 860                      |                      | 78         | 368        | 29         |
| Fuente: Catholic-Hierarchy, que a su vez toma los datos del Anuario Pontificio. |                      |            |                |            |               |               |                          |                      |            |            |            |

## Episcopologio
- Henricus Leo Smeets, S.C.I. † (28 de mayo de 1924-1926 renunció)
- Henricus Norbertus (Harrie) van Oort, S.C.I. † (19 de enero de 1927-1934 renunció)
- Henri Martin Mekkelholt, S.C.I. † (19 de enero de 1934-5 de abril de 1963 renunció[7])
- Joseph Hubertus Soudant, S.C.I. † (5 de abril de 1963-20 de mayo de 1997 retirado)
- Aloysius Sudarso, S.C.I. (20 de mayo de 1997-3 de julio de 2021 retirado)
- Yohanes Harun Yuwono, desde el 3 de julio de 2021